# 八沢村 (福島県)
八沢村（やさわむら）は福島県北東部、相馬郡に属していた村。現在の南相馬市北東部、常磐線鹿島駅の北東一帯にあたる。

## 歴史
- 1889年（明治22年）4月1日 - 町村制の施行により、北海老村、南海老村、南屋形村、北屋形村、南柚木村、永渡村、永田村が合併して行方郡八沢村が発足。
- 1896年（明治29年）4月1日 - 所属郡が相馬郡に変更。
- 1954年（昭和29年）3月31日 - 鹿島町・真野村・上真野村と合併し、改めて鹿島町が発足。同日八沢村廃止。

## 交通

### 鉄道路線
日本国有鉄道常磐線が村域を通過するが、駅は所在しなかった。鹿島駅が至近に所在する。

### 道路
- 国道6号